# Chiesa di San Francesco di Paola (Ciminna)
La chiesa di San Francesco di Paola è una chiesa di Ciminna.

## Storia
In origine era dedicata a san Leonardo, si ignora la data in cui venne fondata. Nel 1608, quando alcuni padri dell'Ordine dei Minimi di san Francesco di Paola si stabilirono a Ciminna, iniziarono a costruire il loro convento, con relativa chiesa, nel piano detto "dell'Apurchiarola". Erano già state scavate le fondamenta quando ricevettero l'offerta di potersi trasferire presso la chiesa di San Leonardo. Accettando l'offerta, i lavori da poco avviati vennero interrotti e il 13 dicembre 1608 si procedette alla nuova assegnazione, confermata il 10 gennaio 1609. Al fianco della chiesa, che da allora venne intitolata a san Francesco di Paola, venne costruito il convento. Nel 1752 il convento venne restaurato e vennero eseguiti anche alcuni lavori in case di loro proprietà. Chiuse i battenti il 20 agosto 1792, in seguito alla norma sull'abolizione dei piccoli conventi del 17 dicembre 1768. Non ebbe alcun esito la richiesta per la sua riapertura, inviata al re il 15 febbraio 1844. Nel 1890 don Francesco Cassata vi fece realizzare dipinti con scene relative alla vita del santo titolare.